# Limusaurus
Limusaurus is een geslacht van theropode dinosauriërs dat tijdens het late Jura leefde in het gebied van het huidige China.

## Vondst en naamgeving
De typesoort Limusaurus inextricabilis werd in 2009 benoemd door Xu Xing. De geslachtsnaam betekent "modderreptiel" vanuit het Latijnse limus, "leem"; de soortaanduiding "er niet in slagend zich eruit te trekken", beide verwijzingen naar de conserverende modderput waarin de drie gevonden exemplaren vast kwamen te zitten, samen met andere dinosauriërs en zelfs twee Crocodyliformes. Een correcte afleiding uit het Latijn had eigenlijk "Limosaurus" moeten opleveren.
Jonge dinosaurussen van de soort Limusaurus inextricabilis gebruikten hun tanden om vlees te eten. Als volwassenen verwisselden ze die voor een snavel en gingen ze over op een dieet van planten.
Het holotype, IVPP V15923, bestaat uit een vrij volledig skelet, uit de bovenste Shishugouformatie, (Oxfordien, 159 miljoen jaar oud), in het Junggarbekken van West-China. Ernaast werd een tweede skelet gevonden waarvan de schedel ontbrak, IVPP V15924, dat ongeveer 15% groter is. Een derde skelet, IVPP V16134, is even groot als het holotype. Alle drie de exemplaren waren nog niet geheel volwassen; van het tweede wordt geschat dat het stierf in het zesde levensjaar.

## Beschrijving

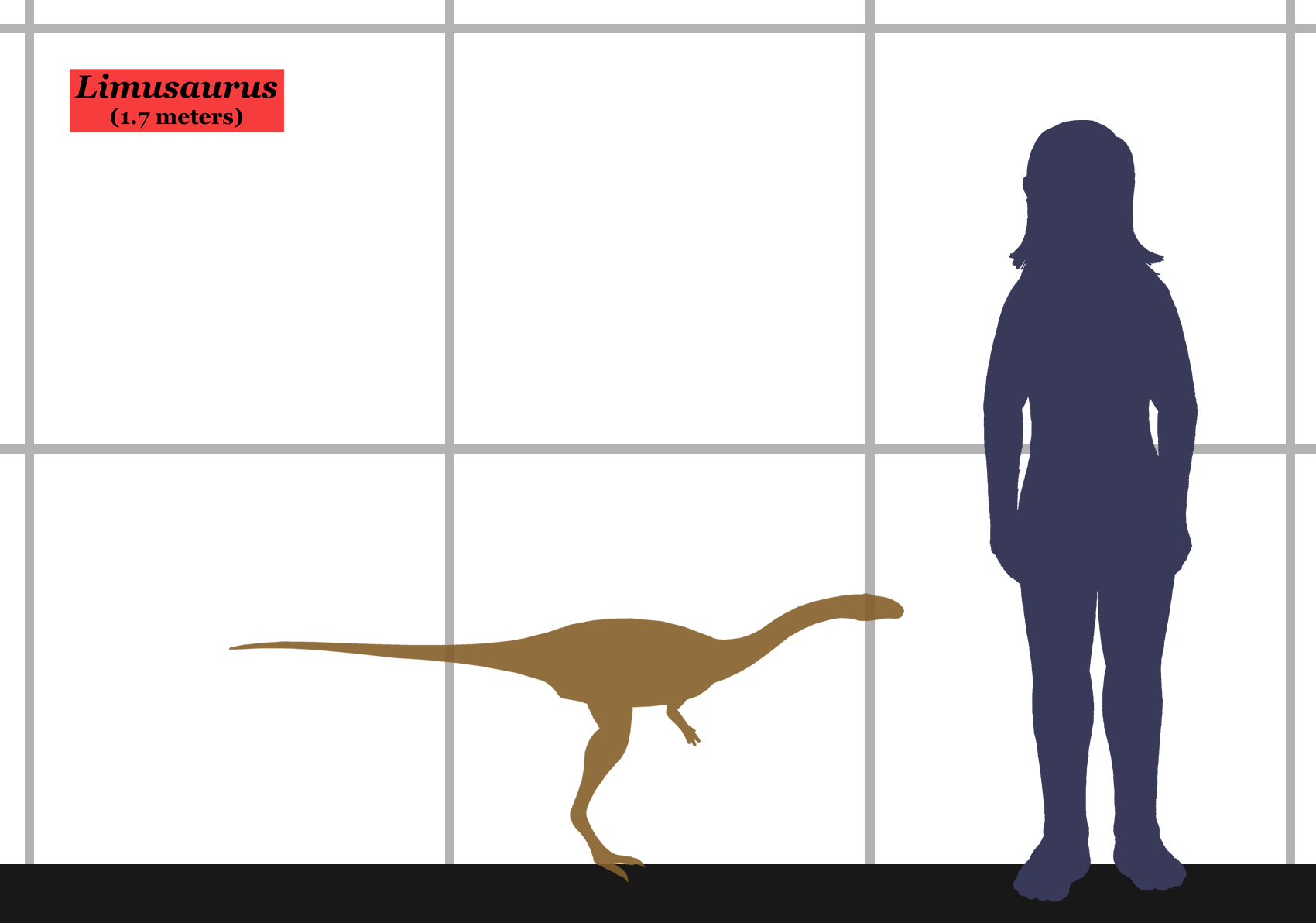
Vergelijking in grootte tussen Limusaurus en een mens

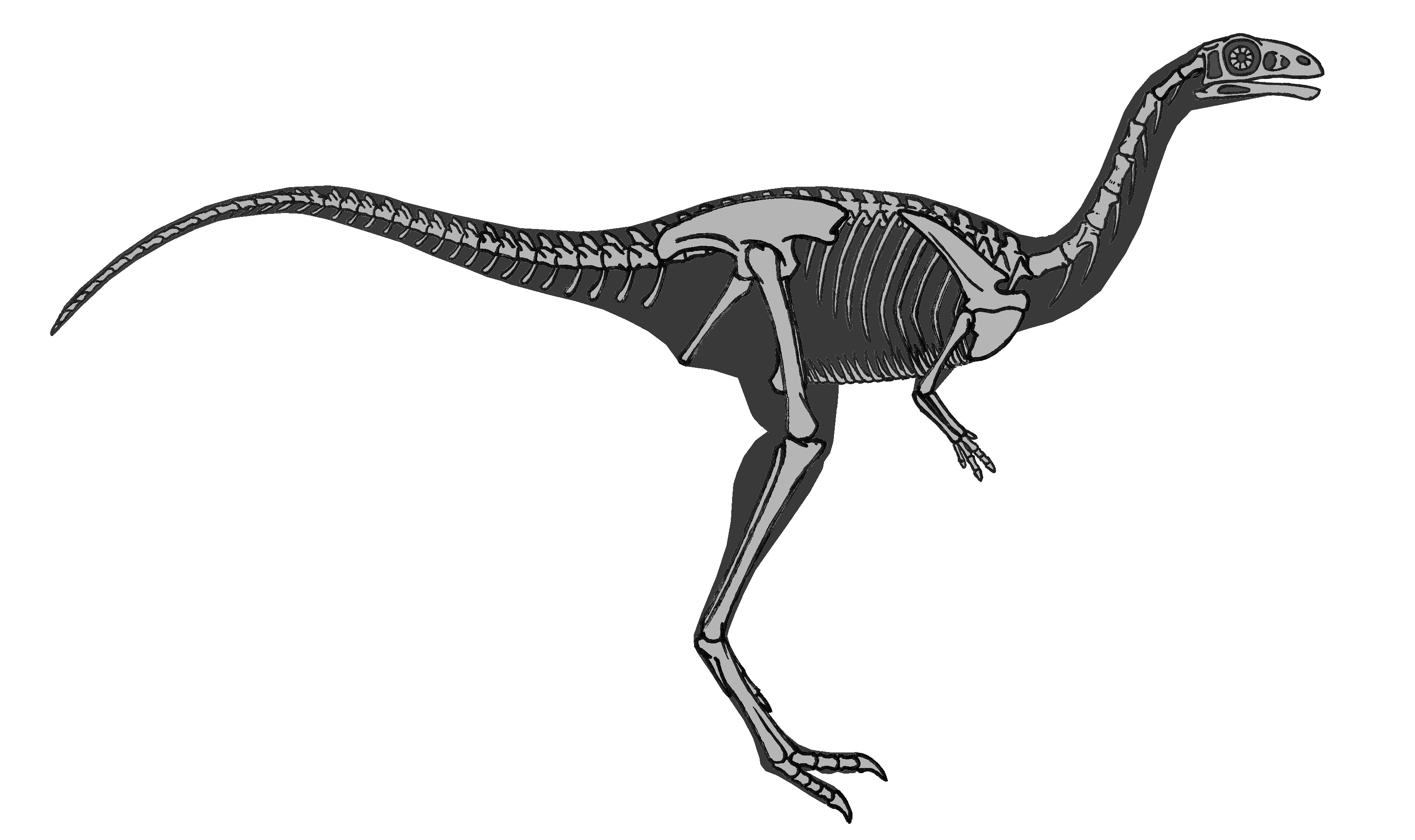
Een weergave van het skelet van Limusaurus

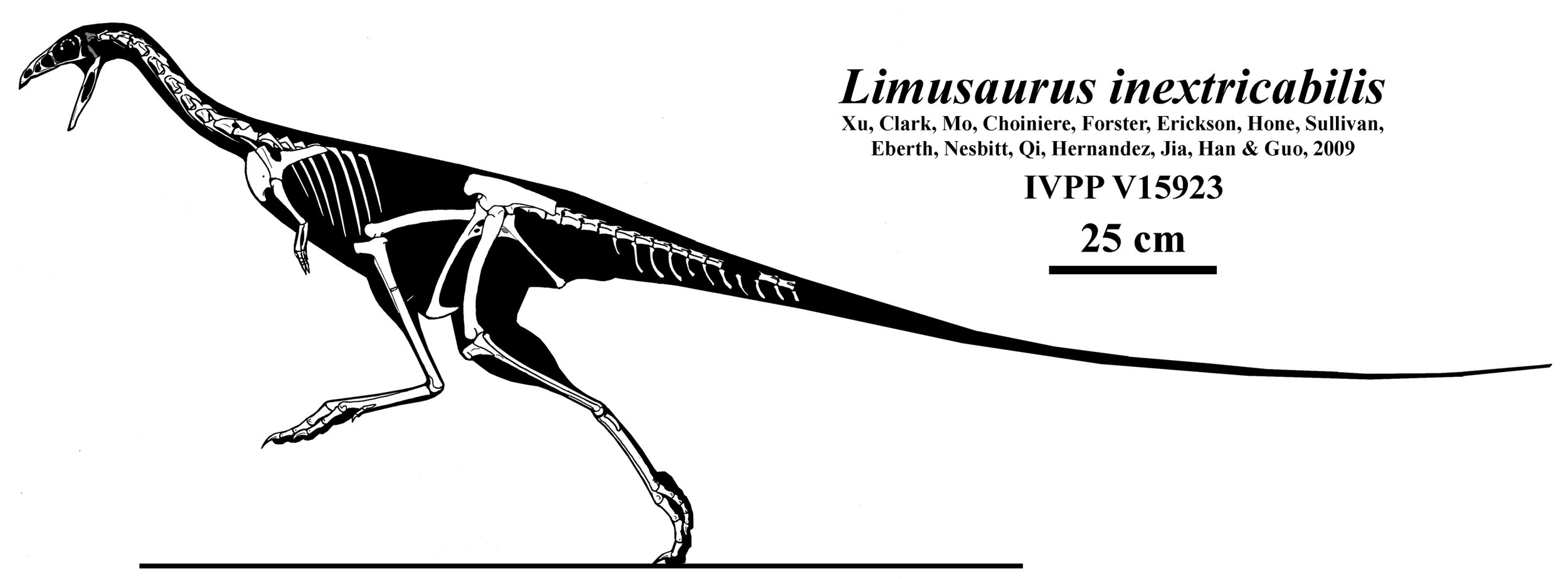
Een diagram door Jaime Headden

Het holotype heeft een lengte van ongeveer 170 centimeter; die van een volgroeid exemplaar zal ongeveer twee meter bedragen hebben. Limusaurus is dus een relatief kleine theropode. De bouw ofwel morfologie van Limusaurus is erg afwijkend van het normale theropode type. De nek is lang, de schedel vrij kort, elf centimeter, met bolle bovenkant en tandeloos. De kaken droegen een verhoornde snavel, waarvan resten bewaard zijn gebleven. De onderkaken waren ondiep. Het vogelachtige karakter van de kop werd in een illustratie gepubliceerd samen met het bekendmaken van de beschrijving, nog eens beklemtoond door het afbeelden van een primitief verenkleed, hoewel daar geen afdrukken of resten van zijn gevonden. Er zijn ook maagstenen, gastrolieten, aangetroffen en in combinatie met de snavel menen de beschrijvers dat de soort een planteneter was. De benen — en vooral de voeten — zijn relatief lang, zestig centimeter, zodat Limusaurus een snelle loper moet zijn geweest. Al deze eigenschappen lijken erg op die van de Ornithomimosauria. Terwijl deze echter lange armen hebben, zijn die van Limusaurus erg klein. De hand, met vier vingers, is nog eens extra gereduceerd. Daarbij bleek de duim teruggebracht te zijn tot alleen een middenhandsbeen.
Een formele diagnose uit 2009 gaf de volgende opsomming van onderscheidende kenmerken. De schedel is half zo lang als het dijbeen. De praemaxilla, het voorste snuitbot, draagt geen tanden. De praemaxilla heeft een bolle onderrand. Het neusbeen heeft een beenplateau aan de zijkant, boven de fenestra antorbitalis. Het neusbeen is kort, slechts tweemaal zo lang als breed en met een lengte die maar een derde van die van het schedeldak als geheel uitmaakt. De neergaande tak van het traanbeen helt sterk naar voren. Het jukbeen is slank met dunne takken naar het postorbitale en het quadratojugale. Het dentarium van de onderkaak is tandeloos. Het zijvenster van de onderkaak beslaat ongeveer 40% van de lengte daarvan. Er bevindt zich een plaatvormige richel op de voorrand van het schouderblad. Het spaakbeen is hecht met de ellepijp verbonden. Het spaakbeen is langer dan de ellepijp. De ellepijp heeft bovenaan geen processus olecrani. Het eerste middenhandsbeen is sterk gereduceerd en draagt geen vinger. Het tweede middenhandsbeen is robuuster dan de overige metacarpalia. Het eerste kootje van de tweede vinger heeft aan de kant van het tweede middenhandsbeen een opvallend uitsteeksel aan de bovenste buitenzijde. Het derde middenhandsbeen heeft een driehoekig bovenste gewrichtsvlak. Het derde middenhandsbeen heeft onderaan geen scharniergewricht. Het schaambeen heeft een "voet" aan de onderkant met een goed ontwikkeld achterste uitsteeksel en een richel op de buitenkant. De middenvoet heeft een sterke welving overdwars. Het derde middenvoetsbeen heeft een robuust uitsteeksel aan de bovenste binnenrand van de achterkant. Het vierde middenvoetsbeen is erg recht en over bijna de gehele lengte nauw tegen de zijkant van het derde middenvoetsbeen gedrukt. De eerste teen is klein met maar 17% van de lengte van het derde middenvoetsbeen.

## Fylogenie
Uit een cladistische analyse bleek dat Limusaurus zich zeer basaal in de Ceratosauria bevond — en dus niet aan de ornithomimosauriërs verwant was; de gelijkenis daaraan of aan de Triadische poposauride Effigia is dus een geval van convergente evolutie. Hij viel daarbij uit als de zustersoort van Elaphrosaurus. Dat is een slecht bekende soort, waarvan de positie sterk pleegt te wisselen bij een kleine verandering van de ingevoerde gegevens. Werd Elaphrosaurus uit de analyse gehaald dan was Limusaurus het nauwst verwant aan Masiakasaurus. Dat laatste was verrassend omdat deze soort meestal een afgeleide positie in de ceratosauriërs heeft, als een lid van de Noasauridae. Limusaurus is de eerste ceratosauriër die bekend is uit Oost-Azië.
De mogelijke positie in de stamboom wordt getoond door het volgende kladogram.
|  | Spinostropheus                                               |
|  |                                                              |
|  | \| \| Limusaurus \| \| \| \| \| \| Elaphrosaurus \| \| \| \| |
|  |                                                              |
|  | Limusaurus                                                   |
|  |                                                              |
|  | Elaphrosaurus                                                |
|  |                                                              |

|  | Limusaurus    |
|  |               |
|  | Elaphrosaurus |
|  |               |

|  | Ceratosaurus |
|  |              |
|  | Genyodectes  |
|  |              |

|  | Abelisauroidea |
|  |                |

|  | Ceratosaurus |
|  |              |
|  | Genyodectes  |
|  |              |

|  | Abelisauroidea |
|  |                |

|  | Spinostropheus                                               |
|  |                                                              |
|  | \| \| Limusaurus \| \| \| \| \| \| Elaphrosaurus \| \| \| \| |
|  |                                                              |
|  | Limusaurus                                                   |
|  |                                                              |
|  | Elaphrosaurus                                                |
|  |                                                              |

|  | Limusaurus    |
|  |               |
|  | Elaphrosaurus |
|  |               |

|  | Ceratosaurus |
|  |              |
|  | Genyodectes  |
|  |              |

|  | Abelisauroidea |
|  |                |

|  | Ceratosaurus |
|  |              |
|  | Genyodectes  |
|  |              |

|  | Abelisauroidea |
|  |                |

|  | Spinostropheus                                               |
|  |                                                              |
|  | \| \| Limusaurus \| \| \| \| \| \| Elaphrosaurus \| \| \| \| |
|  |                                                              |
|  | Limusaurus                                                   |
|  |                                                              |
|  | Elaphrosaurus                                                |
|  |                                                              |

|  | Limusaurus    |
|  |               |
|  | Elaphrosaurus |
|  |               |

|  | Ceratosaurus |
|  |              |
|  | Genyodectes  |
|  |              |

|  | Abelisauroidea |
|  |                |

|  | Ceratosaurus |
|  |              |
|  | Genyodectes  |
|  |              |

|  | Abelisauroidea |
|  |                |

|  | Spinostropheus                                               |
|  |                                                              |
|  | \| \| Limusaurus \| \| \| \| \| \| Elaphrosaurus \| \| \| \| |
|  |                                                              |
|  | Limusaurus                                                   |
|  |                                                              |
|  | Elaphrosaurus                                                |
|  |                                                              |

|  | Limusaurus    |
|  |               |
|  | Elaphrosaurus |
|  |               |

|  | Ceratosaurus |
|  |              |
|  | Genyodectes  |
|  |              |

|  | Abelisauroidea |
|  |                |

|  | Ceratosaurus |
|  |              |
|  | Genyodectes  |
|  |              |

|  | Abelisauroidea |
|  |                |

### Het probleem van deframe shift

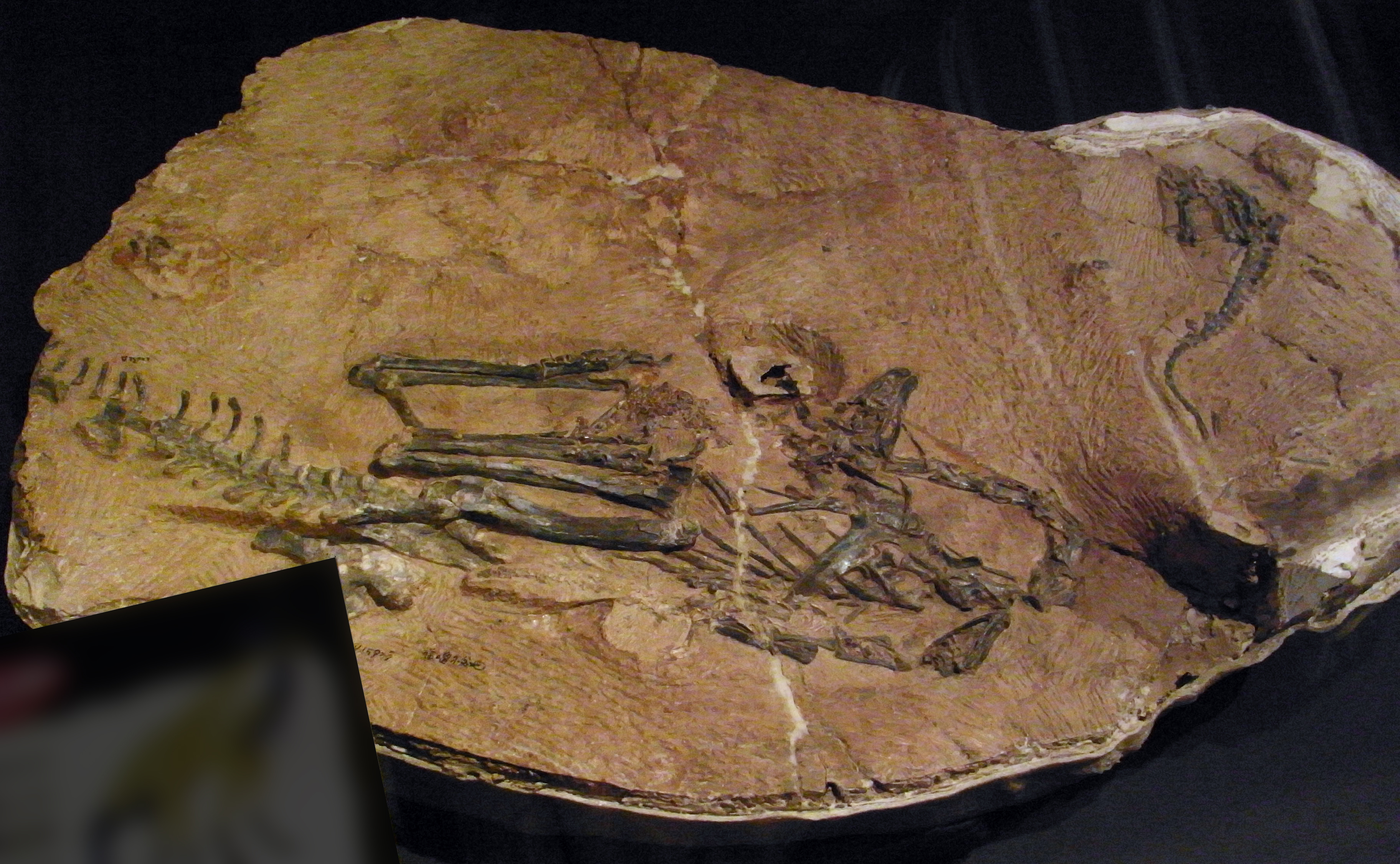
De drie skeletten

De combinatie van een gereduceerde duim en een basale positie in de Ceratosauria had tot gevolg dat Limusaurus een bijdrage kon leveren aan de oplossing van een probleem bij de oorsprong van de vogels. De gangbare hypothese dat vogels dinosauriërs zijn, wordt mede bevestigd door de grote gelijkenis in de structuur van de hand tussen de oervogel Archaeopteryx en andere verwante dinosauriërs, samen de Tetanurae vormend. De laatste twee vingers lijken verdwenen en de drie resterende hebben, van de duim tot en met de middelvinger, de formule 2-3-4 als totaal van falanges (in dit geval de vingerkootjes). Dat inderdaad de laatste twee vingers zijn verdwenen, lijkt bewezen te worden door het feit dat bij de meest basale theropoden, die nog vijf vingers hebben, de eerste drie ook de formule 2-3-4 tonen. Hiermee is echter niet in overeenstemming dat embryologisch onderzoek lijkt aan te tonen dat bij vogels juist de duim verloren gaat en vingers twee, drie en vier bewaard blijven. Hoewel dit op zich niet geen aanwijzing is dat vogels niet tot de dinosauriërs behoren — het ontbreken van identiteit, ofwel homologie, met de vingers van de basale theropoden kan net zo goed aanwezig zijn bij de Tetanurae als geheel, in plaats van de vogels alleen — wordt het wel als zodanig gebruikt door sommige schrijvers die de dinosauriërafkomst afwijzen en in ieder geval is het een situatie die om een verklaring vraagt.

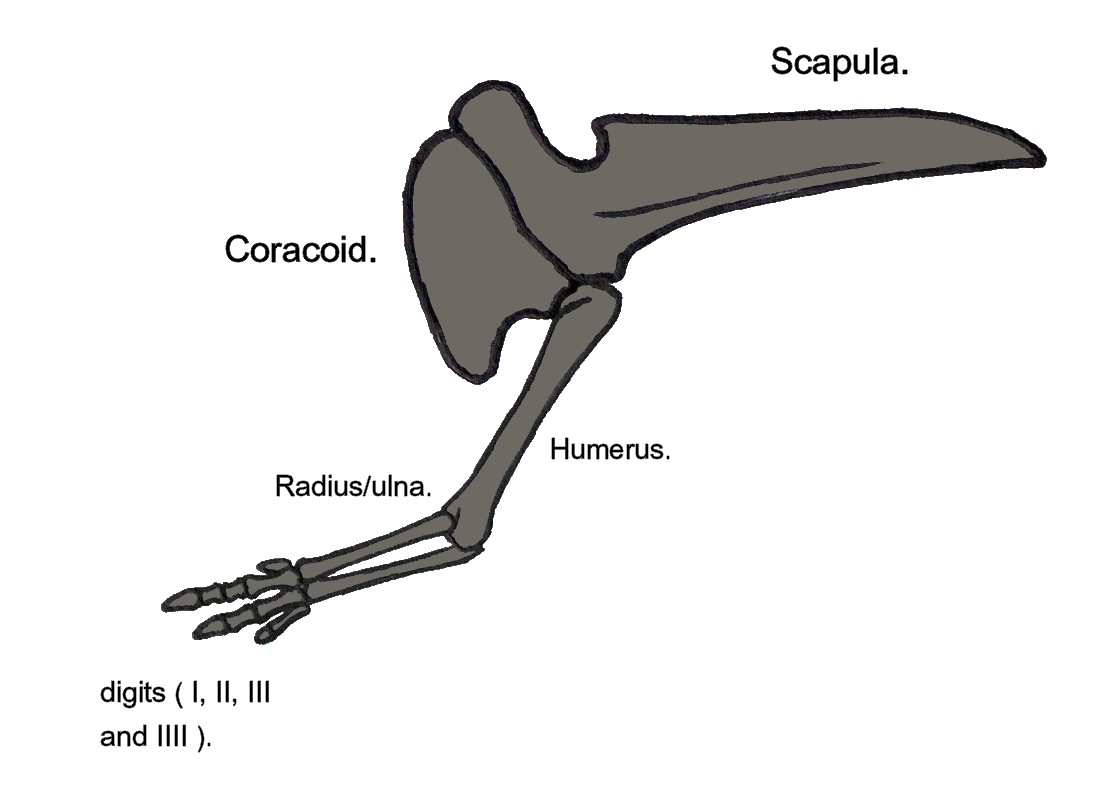
De rudimentaire duim heeft vragen opgeroepen aangaande de homologie van de vingers

Al eerder werd geopperd dat er sprake zou kunnen zijn van een zeer zeldzame zogenaamde frame shift: een verschuiving van de wijze waarop een gen tot uitdrukking komt waarbij in dit geval dan de formule van het aantal kootjes een vinger verder opgeschoven zou zijn. In 2008 werd de vondst van een hoxgen bekendgemaakt, HoxD-11, dat bij de hele Amniota de structuur van de vingers lijkt te reguleren, maar dat niet tot uitdrukking komt in de duim, wat deze laatste vinger zijn afwijkende vorm geeft. Bij de vogels echter bleek bij het embryo juist de tweede vinger niet beïnvloed te worden en daarom een duimachtige vorm te krijgen. Dit leverde ten minste een gedeeltelijke aanwijzing op dat er inderdaad van een frame shift sprake is.
De gereduceerde duim van Limusaurus en zijn falangeformule 0-3-3-1 (de lengte van vierde vinger is niet geheel zeker, dus de formule kan ook aangegeven worden met 0-3-3-?) sluiten hier bij aan. Bij de Ceratosauria is de formule typisch 3-3-1. Meestal werd aangenomen dat de duim drie falanges had en dus later in de evolutie weer verlengd zou zijn; de hele formule zou dan 3-3-1-0-0 zijn. Limusaurus echter, die geen kootjes meer in de duim heeft maar waarvan het nog bestaande eerste middenhandsbeen bewijst dat zijn hele formule 0-3-3-1-0 is, wijst op een andere mogelijkheid: dat de duim ook bij de overige ceratosauriërs verdwenen is en vingers twee, drie en vier bewaard bleven. Dit zou dan meteen een aanwijzing zijn dat dit bij de zustergroep, de Tetanurae, ook gebeurd is, net als het embryonaal onderzoek bij vogels lijkt aan te tonen. Volgens de beschrijvers zouden, als we afzien van de strikte falangeformule, de vingers van basale en afgeleide theropoden dan in de details ook veel beter overeenkomen. Om deze mogelijkheid te testen werd een aparte analyse uitgevoerd. Die had als uitkomst dat de stamboom waarin alle theropoden de duim bewaren toch nog steeds de waarschijnlijkste was. Van alle andere mogelijkheden was een verlies van de duim bij de basale Tetanurae echter de tweede in waarschijnlijkheid. In samenhang met de embryonale gegevens zien de beschrijvers dit als een sterke aanwijzing dat dit scenario het juiste is. Of er werkelijk sprake is van een echte frame shift achten de beschrijvers echter onzeker: bij Limusaurus heeft de tweede vinger gedeeltelijk kenmerken van de duim overgenomen, zoals een meer naar binnen gedraaide stand en een steviger eerste kootje, wat zou wijzen op een geleidelijke evolutie om de oude functie van de duim weer over te nemen, in plaats van een plotse verschuiving. Een probleem met deze theorie is dat dan de vierde vinger weer secundair verlengd moet zijn. Tegen het belang van Limusaurus spreekt ook het feit dat basale Tetanurae bekend zijn met vier vingers, zoals Xuanhanosaurus.
In 2015 stelde een studie door Geoffrey Guinard dat de afwijkende hand van Limusaurus kenmerken had van een zich in de populatie verspreid hebbende teratologische mutatie in de Ceratosauria alleen en dus niet als aanwijzing kon dienen dat ook de Tetanurae de tweede tot en met vierde vinger bewaard hebben zodat een frame shift voor de laatste groep toch het waarschijnlijkst is.